# Danny Healy-Rae

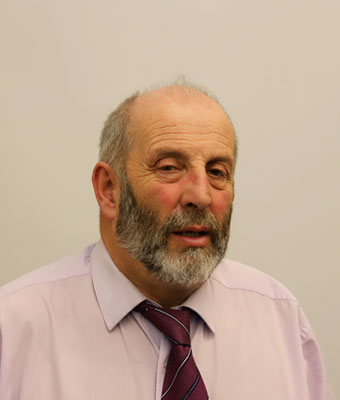
Danny Healy-Rae (2020)

Danny Healy-Rae (eigtl. Daniel Healy-Rae, * 16. Juli 1954 in Kilgarvan, County Kerry, Irland) ist ein parteiunabhängiger irischer Politiker. Er ist seit 2016 Mitglied (Teachta Dála) des Dáil Éireann, des irischen Unterhauses.

## Leben
Danny Healy-Rae wurde 1954 als ältester Sohn des Politikers und Lohnunternehmers Jackie Healy-Rae geboren. Danny Healy-Rae besitzt einen Pub in Kilgarvan.
Healy-Rae wurde 2004 in den Kerry County Council für den Bezirk Killarney gewählt. Er blieb bis 2016 im Rat, als er zu den Wahlen zum Dáil Éireann 2016 für den Wahlbezirk Kerry antrat. Diesen Sitz konnte er erringen und zog als Abgeordneter in den Dáil ein. Auch bei den Wahlen 2020 und 2024 konnte er seinen Erfolg wiederholen.
Danny Healy-Rae leugnet den anthropogenen Klimawandel und sieht im Wetter ein göttlichdeterminiertes Ereignis.
Healy-Rae lehnt die gleichgeschlechtliche Ehe und Schwangerschaftsabbrüche ab.

## Privates
Danny Healy-Rae ist seit 1985 mit Mary Burke verheiratet, mit der er vier Kinder hat. Seine Tochter Maura ist Mitglied im Kerry County Council und war 2024 Bürgermeisterin von Killarney. Sein Bruder Michael Healy-Rae ist ebenfalls für den Wahlbezirk Kerry Teachta Dála im Dáil Éireann.